# 小泉朝香
小泉 朝香（こいずみ あさか、別姓・松下、1988年8月26日 - ）は日本のサッカー審判員（国際主審）。

## 来歴
岩手県で生まれるが、大学で解剖学を教える父親の仕事の都合で幼い頃から日本国内外で引っ越しを繰り返し、小学校2年生の時に熊本県熊本市に転居、以後熊本で育つ（このため、各所のプロフィール上では自身の出身地を「熊本県熊本市」としている）。小学校3年生の時、友人に誘われて、通っていた健軍東小学校にあった女子サッカー部に入ったのがサッカーと関わるきっかけ。中学校でもサッカーを続けるが、県立熊本高校では「別のスポーツをやってみたい」との理由で硬式テニス部に入部するが、自動車整備士を目指して推薦で筑波大学理工学群工学システム学類への進学が決まった後にサッカーへの興味が再燃。特にサッカー審判員に惹かれ、高校在学中に4級審判員の資格を取得する。
大学進学後は女子サッカー部に入部するが、選手としては3年間のブランクもあって苦戦し、審判活動に力を注ぐ。大学2年の頃、アジアサッカー連盟 (AFC) の主催する審判育成プログラムの一環でベトナムで開催された「AFC U-13ガールズフェスティバル」に日本サッカー協会 (JFA) の推薦を受けて日本から唯一参加。この時の経験をきっかけに、本格的に審判員として活動する道を選ぶ。卒業後そのまま筑波大学大学院人間科学総合研究科に進み、在学中の2011年に女子1級審判員資格を取得。翌年にはロンドンに留学し、日本人女性として初めてFA女子プレミアリーグとFA女子カップの主審も務めた。
卒業後に熊本に戻り、2015年にビルメンテナンス等を手がける株式会社三勢に入社。本社財務部で事務員として働きながら審判員としての活動を続けている。
2017年度には国際サッカー連盟 (FIFA) に国際審判員として登録されたほか、2018年にはヤマハ発動機スポーツ振興財団のスポーツチャレンジ体験助成を活用してイングランドへの自費遠征を行っている。
2024年、FIFAから同年10月からドミニカ共和国で開催される2024 FIFA U-17女子ワールドカップの審判に選出される。この大会では「リクエスト式ビデオ判定」と呼ばれる「フットボール・ビデオ・サポート」(Football Video Support, VS) が導入されることが決まっており、日本人審判として初めてVS適用試合の主審を務めることになる。

### 注記
1. ↑  日本サッカー協会の記録上は、2018年度までは「松下」姓で[1]、2019年度から「小泉」姓で活動している。